# Claudia Bitrán
Claudia Bitrán (Chile, 1986) es una pintora y videoartista chilena.

## Biografía
Nacida en Chile, Bitrán se licenció en bellas artes por la Pontificia Universidad Católica de Chile en 2009 y posteriormente obtuvo en Estados Unidos su Maestría en Bellas Artes en Pintura por la Escuela de Diseño de Rhode Island en 2013.
Bitrán ha realizado exposiciones individuales en  el Roswell Museum and Art Center de Nuevo México (2017), la Practice Gallery de Pensilvania (2018), la Walter Storms Galerie de Múnich, Alemania (2020),  la Signs and Symbols Gallery de Nueva York (2022) y el Centro Cultural Matucana 100 de Santiago (2023), 
Bitrán ha obtenido la primera Mención Honorífica en la Bienal de Artes Mediales en Chile,el primer lugar en el Britney Spears Dance Challenge en 2011, la Beca Jerome Foundation para Cineastas Emergentes y la Beca Emergente de la Foundation for Contemporary Arts en 2015, además del Fondart Nacional Audiovisual en 2022 y 2023.
En 2023, Bitrán recibió la Beca Guggenheim de Artes Visuales.
Bitrán es académica en el Pratt Institute  y el Sarah Lawrence College en Estados Unidos.

## Estilo
La obra de Bitrán se desarrolla principalmente en los formatos de la pintura y el video, y frecuentemente utiliza la estética DIY para representar "los mundos hiperbólicos de las redes sociales y la cultura pop". Trabajos como Titanic, A Deep Emotion han sido definidos como "un monstruo vívido de la cultura popular" y "una fusión provocadora de humor, tecnología, y cultura popular".
Su técnica de pintado sobre lienzo, luego fotografía del lienzo y luego pintado nuevamente ha sido definido como Stop-Motion-Painting-Animation.